# Antenna a monopolo

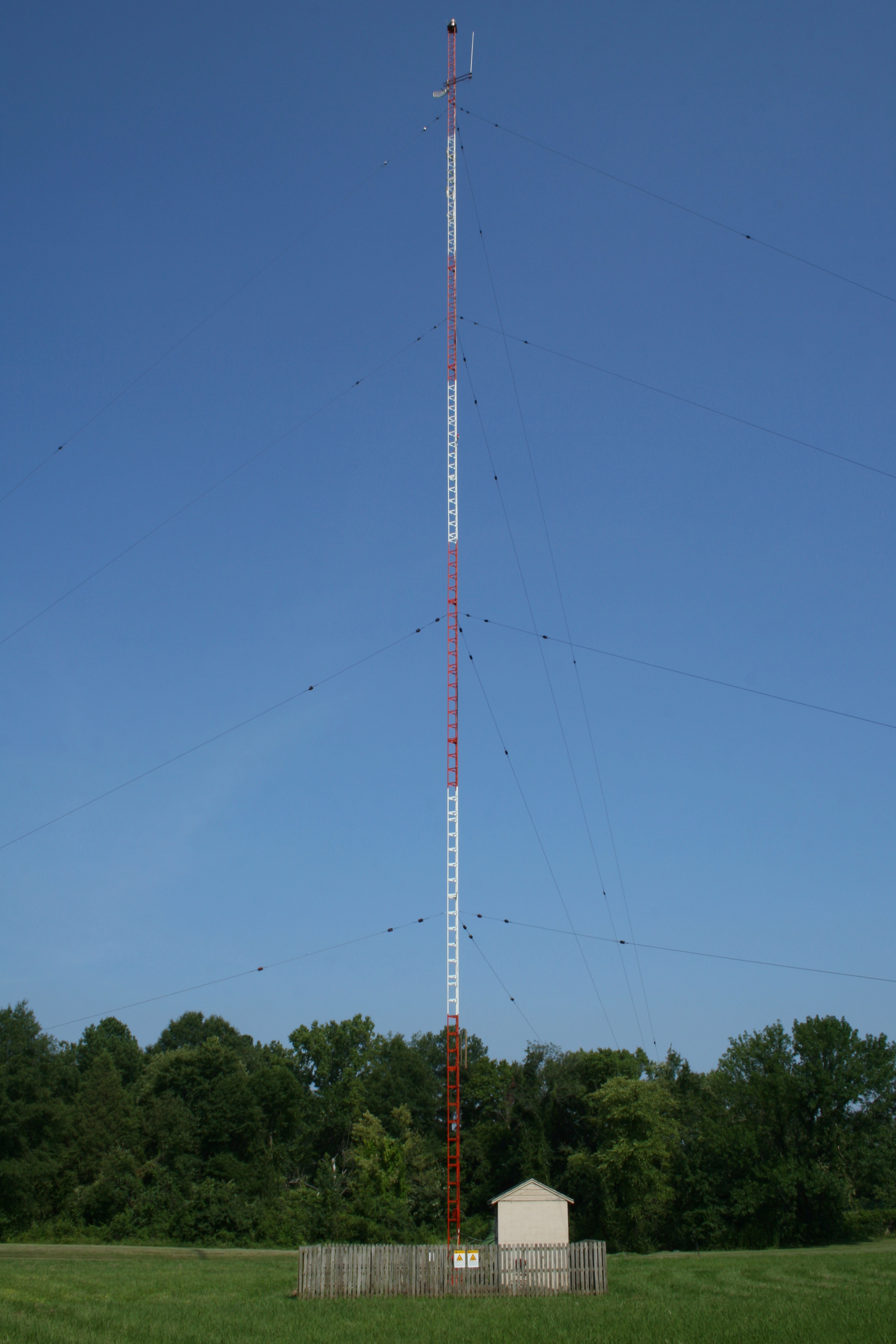
Una tipica antenna a monopolo con traliccio di trasmissione per una stazione radio AM a Chapel Hill (Carolina del Nord). Il traliccio stesso è connesso al trasmettitore ed irradia le onde radio. È montato su un isolatore ceramico allo scopo di isolarlo dal suolo. L'altro terminale del trasmettitore è connesso a un sistema di terra costituito da cavi interrati sotto il campo.

Per antenna a monopolo si intende una classe di antenne radio costituite da un conduttore rettilineo a forma di asta, detto "stilo", spesso montato perpendicolarmente su qualche tipo di superficie conduttiva, detta piano di massa.
Nel caso di antenne trasmittenti, viene applicato il segnale in uscita dal trasmettitore tra l'estremità inferiore del monopolo e il piano di massa, invece, nel caso di antenne riceventi, viene prelevato il segnale in uscita tra l'estremità inferiore del monopolo e il piano di massa ed applicato al ricevitore. Un terminale della linea di alimentazione dell'antenna è connesso all'estremità inferiore del monopolo, mentre l'altro terminale è connesso al piano di massa, che spesso è il suolo. Ciò è in contrapposizione rispetto a quanto accade con un'antenna a dipolo, la quale è costituita da due stili conduttori identici, con il segnale proveniente dal trasmettitore applicato tra le due metà dell'antenna.

## Principio fisico
L'antenna a monopolo spesso viene utilizzata come antenna risonante: lo stilo funziona da risuonatore aperto per le onde radio, oscillando con onde stazionarie di tensione e di corrente per tutta la sua lunghezza. Per tale motivo, la lunghezza dell'antenna è determinata dalla lunghezza d'onda delle onde radio con cui viene utilizzata. La forma più comune è il monopolo a un quarto d'onda, in cui l'antenna ha una lunghezza di circa un quarto della lunghezza d'onda delle onde radio. Tuttavia, nel caso delle antenne a monopolo di trasmissione, è popolare anche la lunghezza pari a {\displaystyle {\frac {5}{8}}} = 0,625 della lunghezza d'onda, poiché a tale lunghezza un monopolo irradia una quantità massima della sua potenza nelle direzioni orizzontali. L'antenna a monopolo fu inventata nel 1895 da Guglielmo Marconi, pioniere della radio; per tale motivo talvolta è chiamata antenna marconiana o antenna Marconi.
L'impedenza di carico del monopolo da un quarto d'onda è pari alla metà di quella dell'antenna a dipolo, ossia è pari a 37,5 ohm.
Tipi comuni di antenna a monopolo sono:
- antenna a stilo
- rubber ducky antenna
- antenna elicoidale
- antenna random wire
- antenna a ombrello
- antenna a L invertita e antenna a T
- antenna unipolare ripiegata e antenna a F invertita
- torre autoirradiante

## Storia
L'antenna a monopolo venne inventata nel 1895 e brevettata nel 1896 dal pioniere della radio Guglielmo Marconi durante i suoi primi storici esperimenti di comunicazione radio. Egli iniziò utilizzando le antenne a dipolo inventate da Heinrich Hertz costituite da due fili orizzontali identici che terminavano con piastre metalliche. Scoprì sperimentalmente che se, invece del dipolo, un lato del trasmettitore e del ricevitore fosse stato collegato a un filo sospeso in alto e l'altro lato fosse stato collegato a terra, allora avrebbe potuto trasmettere per distanze maggiori. Per tale motivo il monopolo è anche chiamato antenna marconiana o antenna Marconi, sebbene Alexander Popov l'abbia inventato in modo indipendente all'incirca nello stesso periodo.

## Diagramma di radiazione

Questa figura mostra che l'antenna a monopolo su un piano di massa perfetto ha lo stesso diagramma di radiazione di un dipolo nello spazio libero con il doppio della tensione.

Diagrammi di radiazione verticali delle antenne a monopolo ideali su un piano di massa infinito perfetto. La distanza a un dato angolo di elevazione della linea dall'origine è proporzionale alla densità di potenza irradiata a tale angolo.

Come un'antenna a dipolo sospesa verticalmente, un monopolo ha un diagramma di radiazione omnidirezionale: esso irradia con uguale potenza in tutte le direzioni azimutali perpendicolari all'antenna. La potenza irradiata varia con l'angolo di elevazione, con l'irradiazione che diminuisce fino a zero allo zenit sull'asse dell'antenna. Il monopolo irradia onde radio polarizzate verticalmente. Poiché i dipoli verticali da mezz'onda devono avere il loro centro sollevato di almeno un quarto d'onda dal suolo, mentre i monopoli devono essere montati direttamente sul suolo (che funge da piano di massa), i diagrammi di radiazione dei monopoli sono maggiormente influenzati dalla resistenza nel suolo e, al variare dell'elevazione, differiscono intrinsecamente.
Un monopolo può essere visualizzato (a destra) come se fosse formato sostituendo la metà inferiore di un'antenna a dipolo verticale (c) con un piano conduttivo (piano di massa) perpendicolare rispetto alla restante metà. Se il piano di massa è grande a sufficienza, le onde radio dalla restante metà superiore del dipolo (a) riflesse dal piano di massa appariranno come provenienti di un'antenna immagine (b) che forma la metà mancante del dipolo, che si aggiunge alla radiazione diretta dando luogo a un diagramma di radiazione da dipolo. Dunque il diagramma di un monopolo con un piano di massa infinito e perfettamente conduttivo è identico alla metà superiore del diagramma di un dipolo.
Fino a una lunghezza di mezza lunghezza d'onda ({\displaystyle {\tfrac {1}{2}}\lambda }) l'antenna presenta un lobo singolo con il massimo guadagno nelle direzioni orizzontali, perpendicolari all'asse dell'antenna. Al di sotto di un quarto di lunghezza d'onda ({\displaystyle {\tfrac {1}{4}}\lambda }) il diagramma di radiazione è quasi costante con la lunghezza. Al di sopra di ({\displaystyle {\tfrac {1}{2}}\lambda }) il lobo si appiattisce, irradiando più potenza nelle direzioni orizzontali.
Al di sopra di mezza lunghezza d'onda il diagramma si suddivide in un lobo principale orizzontale e un piccolo lobo conico secondario a un angolo di 60° di elevazione verso il cielo. Tuttavia, il guadagno orizzontale continua ad aumentare e raggiunge un massimo ad una lunghezza di cinque ottavi di lunghezza d'onda: {\displaystyle {\tfrac {5}{8}}\lambda =0,625\lambda } (questa è un'approssimazione valida per il tipico spessore delle antenne; per un monopolo infinitamente sottile si massimo si ha a {\displaystyle {\tfrac {2}{\,\pi \,}}\lambda =0,637\lambda }). Si ha il massimo a questa lunghezza perché la radiazione con fase opposta dai due lobi interferisce distruttivamente e si cancella ad alti angoli di elevazione, "comprimendo" più potenza nel lobo orizzontale.
Appena al di sopra di {\displaystyle {\tfrac {5}{8}}\lambda } il lobo orizzontale diventa rapidamente più piccolo e il lobo ad alto angolo di elevazione diventa più grande, riducendo la potenza irradiata nelle direzioni orizzontali e quindi riducendo il guadagno. A causa di ciò, non molte antenne utilizzano lunghezze superiori a {\displaystyle {\tfrac {5}{8}}\lambda } o 0,625 di lunghezza d'onda. Man mano che l'antenna si allunga, il diagramma di radiazione si divide in più lobi, con dei nulli (direzioni con potenza irradiata pari a zero) tra di essi.
L'effetto generale di piani di massa elettricamente piccoli, così come di collegamenti con la terra non perfettamente conduttivi, è di inclinare la direzione di massima irradiazione fino ad angoli di elevazione più alti e ridurre il guadagno.
Il guadagno delle effettive antenne da un quarto d'onda con i tipici sistemi per la massa è intorno ai 2–3 dBi.

## Guadagno e impedenza di ingresso

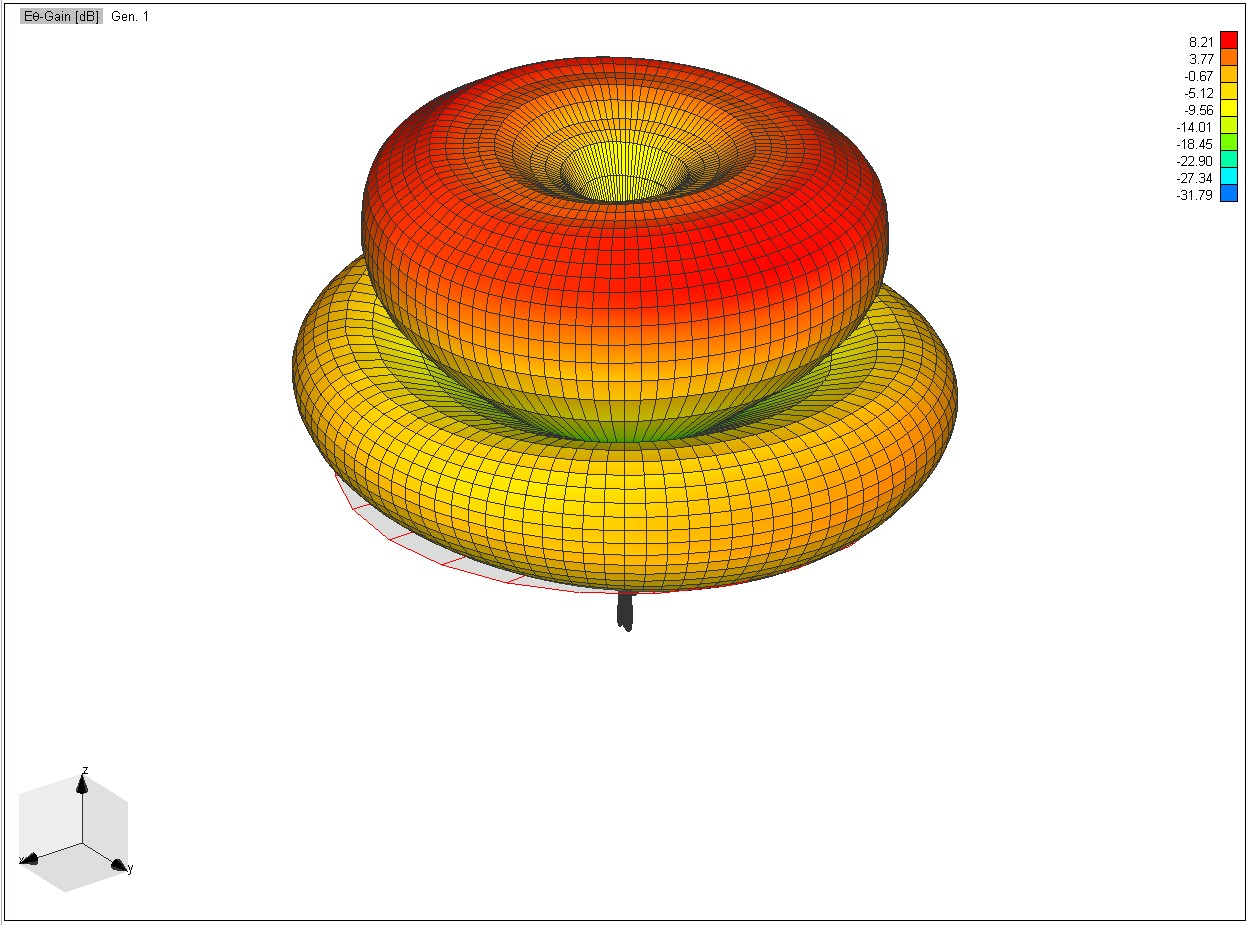
Diagramma di radiazione multilobato di un monopolo da di lunghezza d'onda. Le antenne a monopolo di lunghezza fino a di lunghezza d'onda hanno un "lobo" singolo, con intensità di campo che diminuisce con monotonia da un massimo nelle direzioni orizzontali, ma i monopoli più lunghi hanno diagrammi di radiazione più complessi con più "lobi" conici (massimi di irradiazione) diretti a determinati angoli verso il cielo.

Poiché irradia solo nello spazio sopra il piano di massa, o in metà dello spazio rispetto a un'antenna a dipolo, un'antenna a monopolo sopra un piano di massa infinito perfettamente conduttivo avrà un guadagno pari al doppio (3 dB maggiore) rispetto al guadagno di una simile antenna a dipolo e una resistenza di radiazione pari alla metà rispetto a quella di un dipolo. Poiché un dipolo da mezz'onda ha un guadagno pari a 2,19 dBi (cioè dB rispetto a un'antenna isotropa) ed una resistenza di radiazione pari a 73 ohm, un monopolo da un quarto d'onda ({\displaystyle {\frac {1}{4}}\lambda }) avrà un guadagno pari a 2,19 + 3,0 = 5,2 dBi e una resistenza di radiazione pari a circa 36,5 ohm. L'antenna a questa lunghezza è risonante, dunque la sua impedenza di ingresso è puramente resistiva. L'impedenza di ingresso presenta una reattanza capacitiva sotto {\displaystyle {\frac {1}{4}}\lambda } e induttiva da {\displaystyle {\frac {1}{4}}\lambda } a {\displaystyle {\frac {1}{2}}\lambda }.
I guadagni indicati in questa sezione si ottengono solo se l'antenna è montata su un piano di massa infinito perfettamente conduttivo. Con tipici piani di massa artificiali più piccoli di diverse lunghezze d'onda, il guadagno sarà più basso da 1 a 3 dBi, perché parte della potenza irradiata orizzontale si diffrangerà attorno al bordo del piano nel semispazio inferiore, dove si dissipa nel suolo. Analogamente, sopra un piano di terra resistivo, il guadagno sarà inferiore a causa della potenza assorbita dal suolo.
Man mano che la lunghezza viene aumentata avvicinandosi a mezza lunghezza d'onda ({\displaystyle {\frac {1}{2}}\lambda }) – la lunghezza risonante successiva – il guadagno aumenta un po', a 6,0 dBi. Poiché a questa lunghezza l'antenna presenta un nodo di corrente al suo punto di alimentazione, l'impedenza di ingresso è molto elevata. Un'ipotetica antenna infinitamente sottile avrebbe impedenza infinita, ma per lo spessore finito dei tipici monopoli essa è pari a circa 800–2.000 ohm; elevata, ma gestibile alimentandola attraverso un trasformatore che comporti un sostanziale elevamento di impedenza.
Il guadagno orizzontale continua ad aumentare fino ad un massimo di circa 6,6 dBi ad una lunghezza di cinque ottavi di lunghezza d'onda {\displaystyle {\tfrac {5}{8}}\lambda } pertanto questa è una lunghezza popolare per le antenne che utilizzano la propagazione per onda di terra e per le antenne per comunicazioni terrestri, per le frequenze in cui è possibile un'antenna di dimensioni maggiori. L'impedenza di ingresso scende a circa 40 ohm a tale lunghezza. La reattanza dell'antenna è capacitiva da {\displaystyle {\frac {1}{2}}\lambda } a {\displaystyle {\frac {3}{4}}\lambda }. Tuttavia, sopra {\displaystyle {\frac {5}{8}}\lambda } il guadagno orizzontale diminuisce rapidamente perché progressivamente viene irradiata più potenza ad alti angoli di elevazione nel secondo lobo.

## Tipi

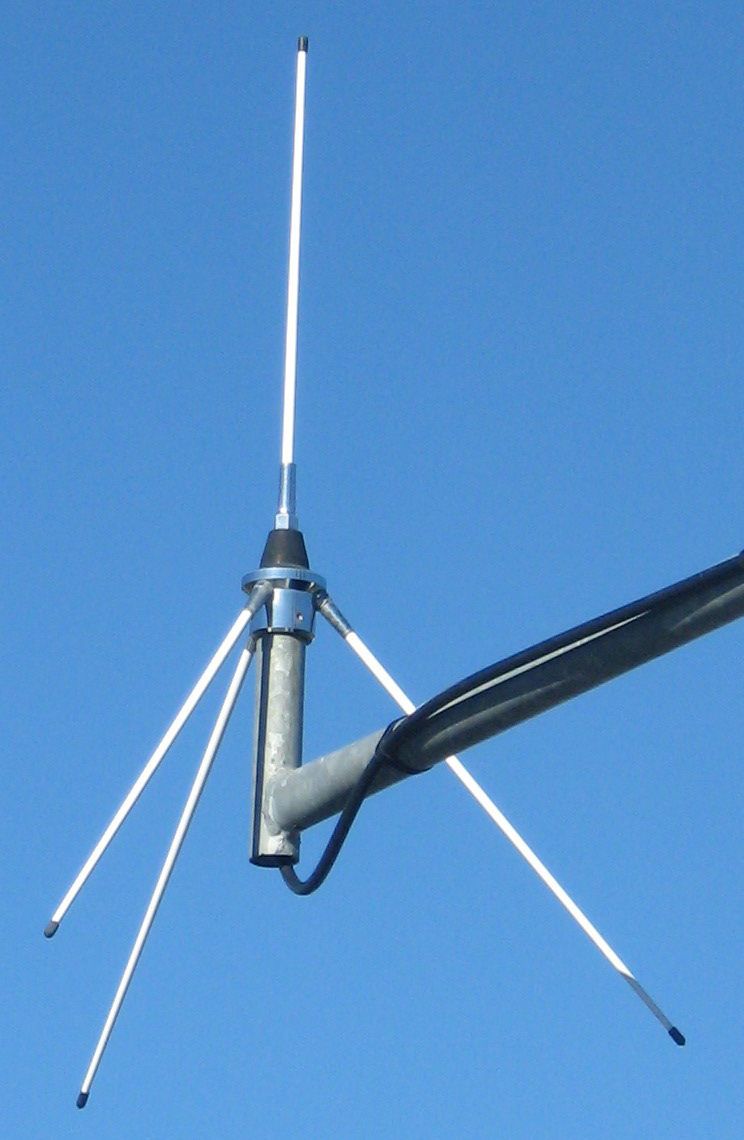
Un'antenna ground plane per le VHF, un tipo di antenna a monopolo utilizzato a frequenze elevate. I tre conduttori che sporgono verso il basso rappresentano il piano di massa.

Per le antenne a monopolo operanti alle frequenze più basse, sotto i 20 MHz, il piano di massa di solito è il suolo; in questo caso l'antenna è un traliccio verticale montato su terra sopra un isolatore per isolarlo elettricamente dal suolo. Un terminale della linea di alimentazione è connesso al traliccio e l'altro a una messa a terra alla base dell'antenna. Nelle antenne trasmittenti, per ridurre la resistenza di terra, questa è spesso una rete radiale di fili interrati che si estendono verso l'esterno da un terminale vicino alla base dell'antenna. Questa struttura è utilizzato per le antenne trasmittenti con traliccio di trasmissione impiegate per emittenti radio nelle bande MF ed LF. A frequenze più basse l'antenna con traliccio è elettricamente corta il che le conferisce una resistenza di radiazione molto piccola, allora, per aumentare l'efficienza e la potenza irradiata, vengono utilizzati monopoli caricati capacitivamente in cima, come l'antenna a T e l'antenna a ombrello.
Alle frequenze VHF e UHF le dimensioni richieste per il piano di massa sono più piccole, dunque vengono utilizzati piani di massa artificiali per permettere il montaggio dell'antenna a un'altezza al di sopra del suolo.
Un tipo comune di antenna a monopolo a queste frequenze per il montaggio su pali o strutture è rappresentato dell'antenna a stilo da un quarto d'onda con il piano di massa costituito da 3 o 4 fili o stili lunghi un quarto d'onda, detti radiali, che si estendono orizzontalmente o diagonalmente a partire dalla sua base, connessi al terminale collegato a massa della linea di alimentazione (cioè al conduttore esterno di schermatura della linea di alimentazione coassiale, che è connesso a massa, e non al conduttore centrale, che è commesso all'antenna); quest'antenna con i radiali è chiamata antenna ground plane. A frequenze dell'ordine dei gigahertz la superficie metallica del tetto di un'auto o del corpo di un aereo costituisce un buon piano di massa, pertanto le antenne per telefoni cellulari da auto sono costituite da stili corti montati sul tetto e le antenne per le comunicazioni degli aerei sono frequentemente costituite da un conduttore di piccole dimensioni in una carenatura aerodinamica sporgente dalla fusoliera; questa è detta blade antenna.
Anche lo stilo da un quarto d'onda le antenne rubber ducky usate con le radio palmari come i walkie-talkie e le radio FM portatili sono antenne a monopolo. In questi dispositivi portatili l'antenna non ha un piano di massa effettivo e il terminale verso massa del trasmettitore è connesso soltanto alla connessione per la massa del suo circuito stampato. Poiché la massa del circuito stampato spesso è di dimensioni più piccole rispetto all'antenna, la combinazione di antenna e massa antenna può funzionare più come un'antenna a dipolo asimmetrica che un monopolo. La mano e il corpo della persona che li mantiene possono funzionare come un rudimentale piano di massa.
I dispositivi wireless e i telefoni cellulari utilizzano una variante di monopolo chiamata antenna a F invertita.
L'elemento monopolare è piegato parallelamente all'area corrispondente alla massa sul circuito stampato, dunque può essere racchiuso nel contenitore del dispositivo; di solito l'antenna è fabbricata con un foglio di rame sul circuito stampato stesso.
Questa geometria conferirebbe all'antenna un'impedenza molto bassa se fosse alimentata alla base. Per migliorare l'adattamento di impedenza con il circuito di alimentazione (tipicamente con impedenza pari a 50 ohm) l'antenna è alimentata in shunt, la linea di alimentazione è invece collegata ad un punto intermedio lungo l'elemento, e l'estremità dell'elemento è connessa a massa.